# ALIENS AREA
『ALIENS AREA』（エイリアンズ エリア）は、那波歩才による日本の漫画。『週刊少年ジャンプ』（集英社）において、2022年27号から同年47号まで連載された。
2022年10月5日より、YouTubeのジャンプチャンネルにて本作の第1話から第3話までの内容のボイスコミックを公開。

## あらすじ
幼いころに両親を亡くした高校生の立浪辰己は、複数のバイトを掛け持ちして弟妹と暮らしていた。貧乏でありつつも幸せな生活を送っていた辰己だが、突如として異星人に襲われる。窮地に現れた写楽一が撃退。写楽と共に警視庁公安部外事第5課に所属して地球を守るために戦うことになる。

## 登場人物
声の項はボイスコミックの声優。
立浪 辰己（たつなみ たつみ）
声 - 増田俊樹
本作の主人公。両親を火事で亡くし、兄弟を養うために複数のアルバイトを掛け持ちしている。彼の体には"物質"が埋め込まれており、右腕の形を変えたり変形したりすることができる。
写楽 一（しゃらく はじめ）
声 - 神谷浩史
主人公の一人。警視庁公安部外事第5課の捜査官。テーザー銃としても機能する杖と、反重力能力を与える道具を持っている。

## 書誌情報
- 那波歩才『ALIENS AREA』集英社〈ジャンプ コミックス〉、全3巻
  1. 「写楽一」2022年10月4日発売[2][6]、ISBN 978-4-08-883257-9
  2. 「Light My Life」2023年2月3日発売[7]、ISBN 978-4-08-883393-4
  3. 「笑う、苦く、それが青春の終わり」2023年2月3日発売[8]、ISBN 978-4-08-883394-1